# Colchicum troodi
Colchicum troodi är en tidlöseväxtart som beskrevs av Karl Theodor Kotschy. Colchicum troodi ingår i släktet tidlösor, och familjen tidlöseväxter.
Artens utbredningsområde är Cypern. Inga underarter finns listade i Catalogue of Life.

## Bildgalleri

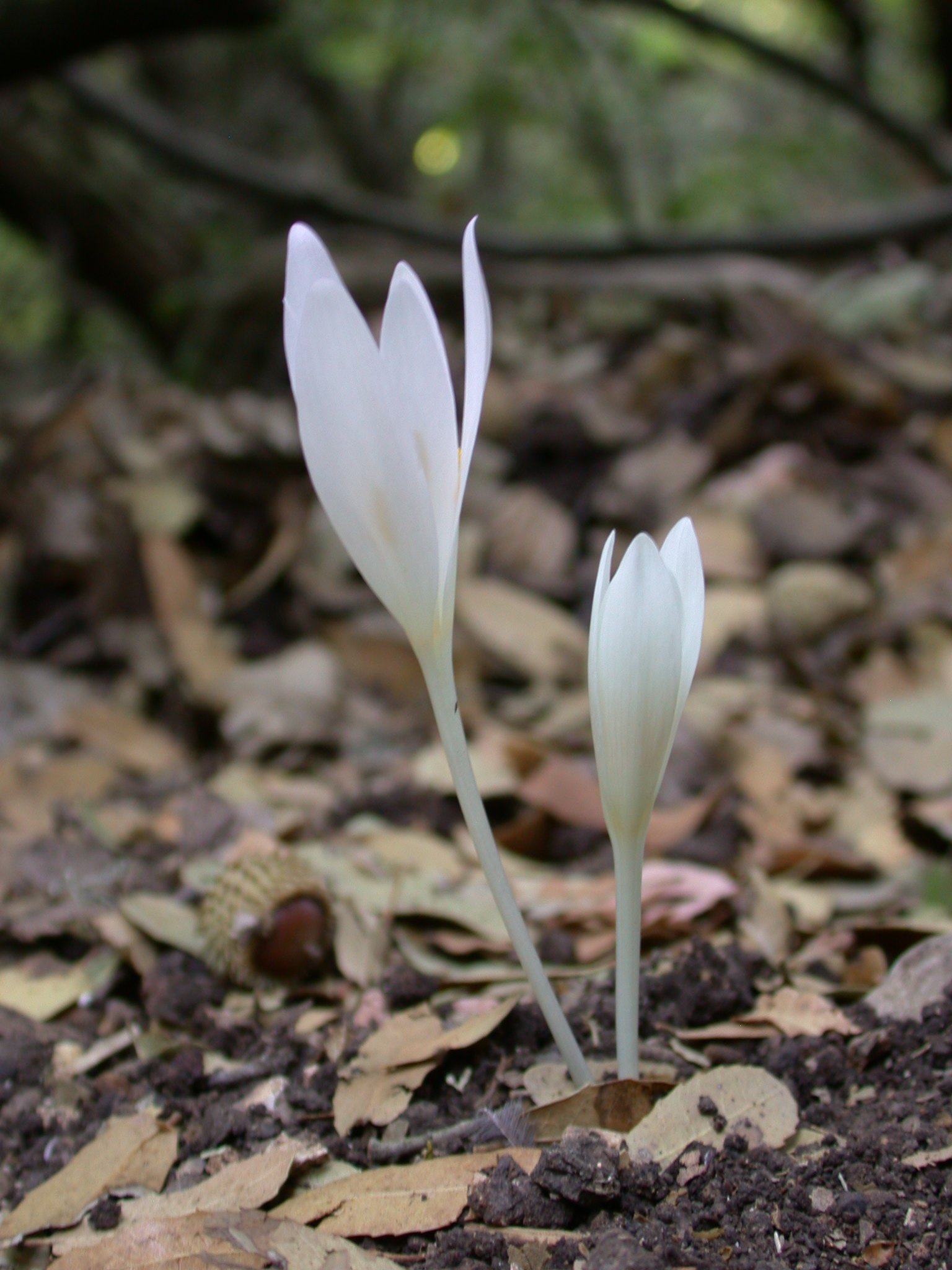
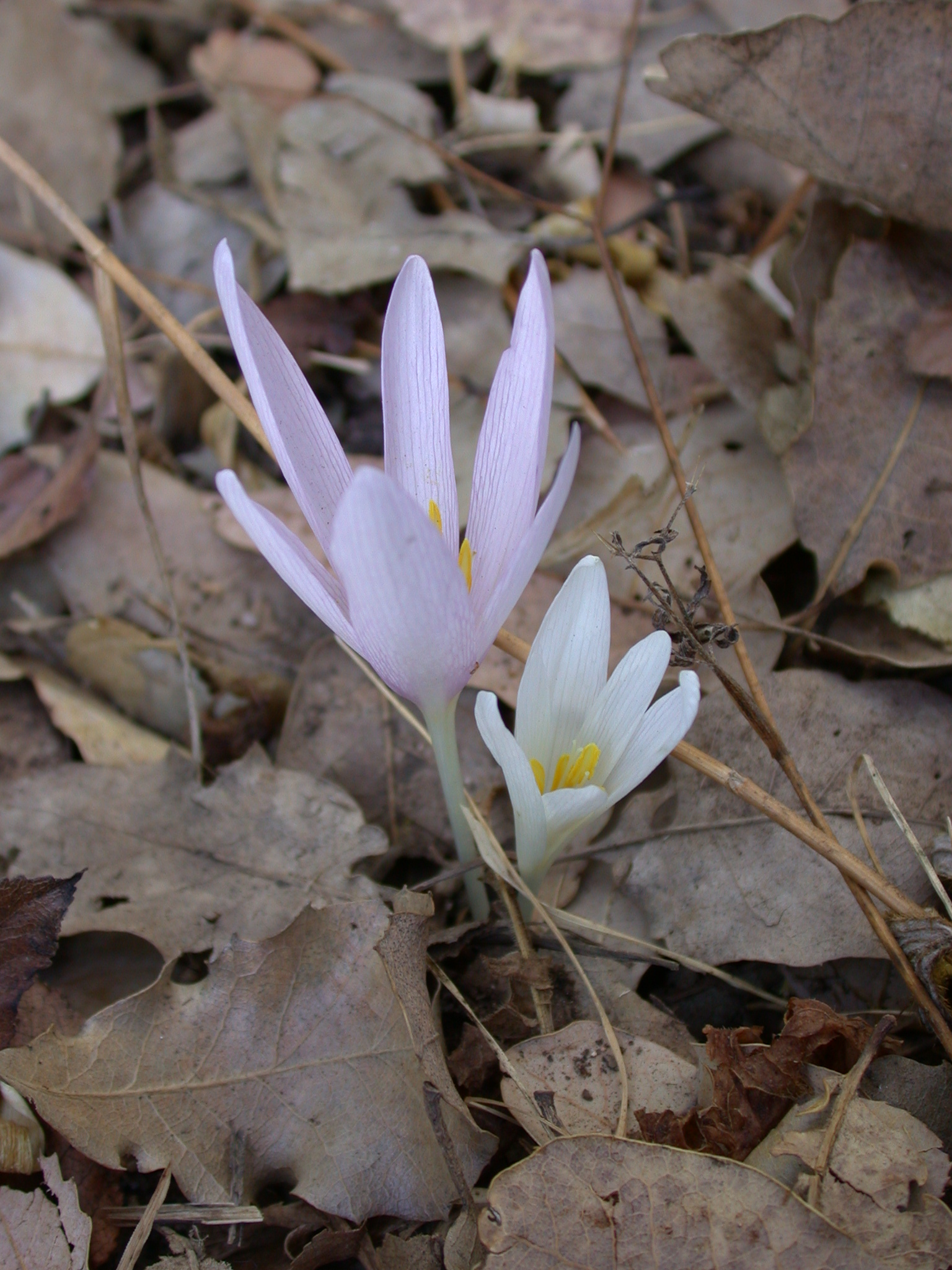